# Julia Grant-Scott
Julia Grant-Scott z domu Pogrebińska (ur. 16 lipca 1984 w Ałma-Acie) – kazachska aktorka pochodzenia ukraińsko-polskiego, która mieszka na stałe w Polsce.

## Życiorys

### Wczesne lata
Urodziła się w ówczesnej stolicy Kazachskiej SRR, Ałma-Acie. Jest córką pilota Aerofłotu i pianistki, potomków zesłańców. Przodkowie jej ojca trafili do Kazachstanu z ziem ukraińskich, a matki – z polskich.
Do szkoły uczęszczała już w niepodległym Kazachstanie, nie opanowała jednak biegle języka kazachskiego – mówiła tylko po rosyjsku. W wieku 10 lat zapisała się do Związku Polaków w Kazachstanie i pojechała na kolonie do kraju przodków matki. W 2001 roku, mając 17 lat, wyemigrowała samotnie z Kazachstanu do Polski i zamieszkała w Krakowie. Od razu rozpoczęła naukę języka polskiego, gdyż postanowiła zostać w Polsce na stałe. Zanim zainteresowała się aktorstwem, studiowała zarządzanie kulturą i kulturoznawstwo. Planowała zostać tancerką.
W 2007 rozpoczęła studia na PWST w Krakowie.

### Kariera
W 2005 brała udział w filmach video dance – „Hamster” czy „Peron”. Rok później zaangażowała się w performance „Akcje Bunkier” w „Bunkrze Sztuki” w Krakowie oraz w event „Faut Qusa  Bouge” w Brukseli. Można było ją zobaczyć w 2009 w monologu „I Love You w Zaroślach” na Międzynarodowym Festiwalu Krakowskich Reminiscencji Teatralnych. Grała w spektaklu teatralnym „Beniowski awantur dziwnych łańcuch złoty” oraz w „286 krakowskim salonie poezji” w Teatrze im. J. Słowackiego w Krakowie.
Od 6 marca do 15 maja 2015 brała udział w trzeciej emitowanej przez telewizję Polsat edycji programu Dancing with the Stars. Taniec z gwiazdami. Jej partnerem tanecznym był Rafał Maserak, z którym odpadła w dziesiątym odcinku, zajmując 3. miejsce.

## Filmografia
- 2009: I Love You So Much
- 2009: Przystań jako Karolina (odc. 9)
- 2009: Sprawiedliwi jako Rachela (odc. 4, 5)
- 2010: Hotel 52 jako Jagoda Górska (odc. 25)
- 2011: Plebania jako policjantka (odc. 1811–1813, 1815)
- 2011: Uwikłanie jako sekretarka w firmie Telaka
- 2011: Lęk wysokości jako aplikantka sądowa
- 2011: Linia życia jako Ewa Kessler
- 2012–2013: Wszystko przed nami jako Agata Gajewska-Pavoni
- 2012: Misja Afganistan jako Monika (odc. 1, 2)
- 2013: W ukryciu jako Ester
- 2013–2019: Pierwsza miłość jako Paulina Sobolewska
- 2014: Prawo Agaty jako Dorota Pakuła (odc. 68, 69)
- 2014, 2017, 2019: Wataha jako Ewa Wityńska (odc. 1–4, 10, 16, 18)
- 2014: Zbliżenia
- 2016: Pitbull. Nowe porządki jako „Aminat”
- 2018: Pensjonat nad rozlewiskiem jako fryzjerka Dagmara, kuzynka Elwiry (odc. 1, 4, 9, 11, 12, 13)
- 2018: Операция Мухаббат, российский сериал про войну в Афганистане. Роль Джейн, агент ЦРУ.
- 2019: Echo serca jako doktor Joanna Winiarska

## Teatr
- 2005: udział w filmach video dance Hamster, Peron
- 2006: performance Akcje Bunkier w Bunkrze Sztuki (Kraków)
- 2006: Faut Qusa Bouge (Bruksela)
- 2009: monolog I Love You W Zaroślach na Międzynarodowym Festiwalu Krakowskich Reminiscencji Teatralnych
- 2009: spektakl Beniowskiego awantur dziwnych łańcuch złoty[8]
- 2009: udział w 286 krakowskim salonie poezji w teatrze im. J. Słowackiego w Krakowie